# Michael Brudenell-Bruce (8e marquis d'Ailesbury)
Michael Sydney Cedric Brudenell-Bruce, 8e marquis d'Ailesbury, né le 31 mars 1926 et mort le 12 mai 2024 (titré vicomte Savernake jusqu'en 1961 et comte de Cardigan entre 1961 et 1974), est un pair britannique.

## Biographie
Michael Brudenell-Bruce, 8emarquis d'Ailesbury, est le fils de Cedric Brudenell-Bruce (7e marquis d'Ailesbury) et de son épouse, Joan Houlton Salter, la fille de l'architecte Stephen Salter. Il fréquente le Collège d'Eton avant de servir dans les Royal Horse Guards. Il reçoit une commission d'urgence en tant que sous-lieutenant le 12 août 1945, trois semaines seulement avant la fin de la Seconde Guerre mondiale. Il est promu lieutenant le 1er septembre 1946 et entre dans la réserve avec le même grade le 1er septembre 1949, avec le grade honorifique de capitaine. Il renonce à sa commission de réserve le 1er juillet 1959, conservant le grade honorifique de capitaine.
Il devient membre de la Bourse de Londres en 1954. Il rejoint les sociétés de bourse Bragg, Stockdale, Hall and Company dans la City de Londres, qui sont achetées par Fiske and Company dans les années 1980 et il devient associé . Il est administrateur de Fiske & Co Ltd et le reste lorsqu'elle devient publique sous le nom de Fiske plc.
Il succède à son père comme 8e marquis à la mort de ce dernier le 15 juillet 1974.

## Mariages et descendance
Le marquis se marie trois fois. Sa première épouse, Edwina Sylvia de Winton-Wills, est la fille du lieutenant-colonel Ernest Edward de Winton-Wills, 4e baronnet Wills of Hazelwood, de la société de tabac WD & HO Wills, et de son épouse Sylvia Margaret Ogden. Ils se marient le 17 mars 1952 et divorcent en 1961. Ils ont trois enfants :
- David Brudenell-Bruce, comte de Cardigan (né en 1952), héritier présomptif du marquisat, et les autres titres.
- Sylvia Davina Brudenell-Bruce (née en 1954) qui épouse Peter M. Gould en 1987,
- Carina Doune Brudenell-Bruce (née en 1956) qui épouse Anthony Le Brun le 26 juin 1982.

Le 10 juillet 1963, il se remarie avec Juliet Adrienne Lethbridge Kingsford, fille d'Edward Hilary Lethbridge Kingsford. Le couple divorce en 1974 après avoir eu deux enfants :
- Louise Brudenell-Bruce (née en 1964)
- Kathryn Juliet Brudenell-Bruce (née en 1965).

Le 18 septembre 1974, peu de temps après son deuxième divorce, il se remarie pour la troisième fois avec Caroline Elizabeth Wethered, la fille du commandant Owen Francis MacTier Wethered. Ils n'ont pas d'enfants, et bien que ce soit le plus long de ses mariages, le couple divorce en 1992.